# 寵女青春白皮書
《傻瓜父親青春白書》（日语：親バカ青春白書），是由2020年8月2日起在日本電視台系列「週日連續劇」時段播映的電視連續劇。由福田雄一編劇，室剛主演。這是室剛首次主演黃金時段的電視劇。
台灣OTT平台KKTV、friDay影音於8月3日起每週一早上10點更新。

## 簡介
小說家小比賀太郎（室剛 飾）自妻子幸子（新垣結衣 飾）去世後，一手養大女兒櫻（永野芽郁 飾）。賀太郎十分寵愛櫻，因為擔心讀女子高中的女兒升上男女大學後的生活，決定跟着入讀女兒的大學，默默地守護着女兒。

## 外部連結
- 官方網站 （页面存档备份，存于）（日語）
- 寵女青春白皮書的X（前Twitter）
- 寵女青春白皮書的Instagram帳戶

| 日本 日本電視台 週日連續劇                          | 日本 日本電視台 週日連續劇                     | 日本 日本電視台 週日連續劇 |
| --------------------------------------------------- | ---------------------------------------------- | -------------------------- |
|                                                     | 寵女青春白皮書 （2020年8月2日－2020年9月13日） |                            |
| 美食偵探 明智五郎 （2020年4月12日 - 2020年6月28日） | 極道主夫 （2020年10月11日－2020年12月13日）    |                            |